# Macha Publishing
Macha Publishing est une maison d’édition française indépendante et une agence de création éditoriale fondée en 2009. Elle est diffusée et distribuée par Dilisco. 

## Historique
Macha Publishing lance la publication de ses premières collections de livres en 2015. Sa devise, « le livre, un pas vers la liberté », explique sa ligne éditoriale variée qui vise un large public. C’est une maison d’édition ouverte sur le monde, en particulier sur l’Europe de l’Est (Russie, Ukraine, etc.), qui aspire entre autres à faire découvrir les auteurs contemporains issus de ces pays.
Dans le catalogue de Macha Publishing figurent de nombreux genres littéraires : de la fiction, des livres de littérature classique, des essais sur la géopolitique, des beaux livres mais aussi des ouvrages de développement personnel. Avec une quinzaine de nouveaux titres par an, Macha Publishing a pour vocation de proposer à ses lecteurs des ouvrages diversifiés, divertissants et instructifs : en effet sa fondatrice et directrice, Marie Renault, estime qu’« un bon livre doit proposer un regard nouveau, doit apporter quelque chose à son lecteur ».

## Collections
- Regard sur le monde : essais sur l’actualité géopolitique mondiale
- Beaux livres : beaux livres illustrés sur le thème de l'art et de l'histoire
- Trésors retrouvés de la littérature : réédition moderne de classiques grivois de la littérature
- Romans étrangers : œuvres de fiction étrangère adulte et jeunesse
- Merveilles de la littérature russe bilingues : des auteurs iconiques dans une collection de romans en version bilingue franco-russe
- Essais et livres pratiques : des livres sur des sujets historiques mais aussi des guides bien-être
- Instant T : des romans pour adolescents sur des sujets délicats, souvent difficiles à aborder, pour libérer la parole
- Le Siècle rouge de la littérature russe : une collection de chefs-d’œuvre écrits entre l’entre-deux-guerres et la fin de l’URSS

## Ouvrages

### Dans la collectionRegard sur le monde
- Ukraine. Un déchirement fratricide (Viacheslav Lashkul, 2015)
- Cuba. Le symbole déchu [4](collectif, 2016)
- Syrie. La civilisation en danger (collectif, 2016)

### Dans la collectionBeaux livres
- Trésors de l’Ermitage. Chefs-d'œuvre de joaillerie (collectif, 2015)
- Révolution, 100 ans d'octobre rouge (Catherine Bertho-Lavenir, 2016)
- Great America! (Guy Hervier, 2017)
- Les Engins militaires les plus puissants de l’armée russe (2018)
- Great New York! (Guy Hervier, 2019)
- À la table des tsars[5] (Nicolas de la Bretèche, 2019)

### Dans la collectionTrésors retrouvés de la littérature
- Les bijoux indiscrets (Denis Diderot, 2016)
- Mémoires secrets d’un tailleur pour Dames par une femme masquée (Marquise de Mannoury, 2016)
- Physiologie du mariage[6] (Honoré de Balzac, 2016)
- La Vénus callipyge et autres contes (Jean de la Fontaine, 2016)

### Dans la collectionRomans étrangers
- Dans mon cœur à jamais (Narinai Abgaryan, 2016, traduit du russe par Ekaterina Cherezova)
- Et du ciel tombèrent 3 pommes (Narinai Abgaryan, 2016, traduit du russe par Ekaterina Cherezova)
- Souvenirs dans les poches (Andrei Astvatsatourov, 2016, traduit du russe par Irina et Florent Verjat)
- Comédies urbaines.com (Alexandre Tsypkine, 2016, traduit du russe par Svetlana Trofimova)
- Katastropha (Sergej Tarmashev, 2015, traduit du russe par Valentina Chepiga)
- Apprendre à manipuler les hommes ! (Marina Arjilovskaya, 2015, traduit du russe par Ekaterina Cherezova)
- Le garçon qui parlait aux dauphins (Ginny Rorby, 2015, traduit de l’anglais par Stéphanie Scudiero)
- Du côté ensoleillé de la rue (Dina Rubina, 2019, traduit du russe par Sophie Lafaille)
- La Citadelle (Piotr Alechkovski, 2019, traduit du russe par Céline Bricaire et Valentina Chepiga)
- Le Poisson[7] (Piotr Alechkovski, 2018, traduit du russe par Ekaterina Cherezova)
- Les Diamants de la mer Noire (Anna et Sergey Litvinov, 2018)
- Bienvenue chez les Russes (Kirill Privalov, 2018)
- Les Gens à nu (Andrei Astvatsatourov, 2018)
- Il est interdit de nourrir les pélicans (Andrei Astvatsatourov, 2021)
- Le Syndrome de Petrouchka (Dina Rubina, 2021)

### Dans la collectionMerveilles de la littérature russe bilingues
- Un voleur honnête et autres nouvelles (Fiodor Dostoïevski, 2017)
- Le Bonheur conjugal (Léon Tolstoï, 2017)
- Le Duel (Anton Tchekhov, 2018)
- Le Bracelet de grenats (Alexandre Kouprine, 2018)
- Annouchka et Premier amour (Ivan Tourgueniev, 2018)
- Hadji-Mourat (Léon Tolstoï, 2018)
- Le Nez, Le Manteau et Les Mémoires d’un fou (Nicolas Gogol, 2018)
- Niétotchka Nezvanova (Fiodor Dostoïevski, 2018)
- La Tête à l’évent et Le Moine noir (Anton Tchekhov, 2019)
- La Fille du capitaine et La Dame de pique (Alexandre Pouchkine, 2019)
- Le Malheur d’avoir de l’esprit (Alexandre Griboïedov, 2019)
- Un héros de notre temps (Mikhaïl Lermontov, 2019)

### Dans la collectionEssais et livres pratiques
- Vivre heureux avec ses ados (Louison Nielman, 2019)
- Vladimir Lénine (Lev Danilkin, 2020, traduit du russe par Svetlana Trofimova)
- Poison, l’arme secrète de l’histoire[8] (Kirill Privalov, 2020)

### Dans la collectionInstant T
- Le Masque de père (Louison Nielman, 2020)
- Tic-Tac Boum (Louison Nielman, 2021)

### Dans la collectionLe Siècle rouge de la littérature russe
- L'adieu à l'île (Valentin Raspoutine, 2021)
- Aélita (Alexis Nikolaïevitch Tolstoï, 2021)

## Conception éditoriale et création d'ouvrages
- Riding Zone Magazine, 2021